# 어청도
어청도(於靑島)는 전북특별자치도 군산시 옥도면 어청도리에 위치한 섬으로, 군산에서 대략 북서쪽으로 72km 지점에 있다. 전라북도 관내에서 가장 서쪽에 위치한 섬으로, 중국 산둥반도와 불과 300km 정도 떨어져 있어 예로부터 태풍이 불면 대피항으로 이용되기도 하였다. 어청도(於靑島)라는 이름은 물이 거울과 같이 맑다 하여 붙은 것이라고 전해진다.
섬에는 어청도항이 있으며, 외연열도에서 가는 배와 연도에서 가는 배가 있다. 면적은 1.80km2이고, 2010년 기준 인구는 446명으로 전형적인 어촌이 형성되어 있다. 북서쪽에는 등대가 있다.
조선시대에는 보령군 오천면에 속하였으나 1914년 행정구역 개편 당시 전라북도 옥구군으로 이관, 1995년 옥구군과 군산시가 통합되며 군산시에 속하게 되었다.